# Vernaccia di Oristano
Der Vernaccia di Oristano DOC ist ein italienischer Weißwein im Flusstal des Tirso im Campidano, Provinz Oristano, Sardinien. Der Wein kann trocken bis süß ausgebaut sein. Seit 1971 besitzt er eine „kontrollierte Herkunftsbezeichnung“ (Denominazione di origine controllata – DOC), die zuletzt am 7. März 2014 aktualisiert wurde.

## Anbau
Die Rebflächen müssen in der Provinz Oristano liegen. Der Wein darf nur in den Gemeinden Baratili San Pietro, Cabras, Milis, Narbolia, Nurachi, Ollastra, Oristano, Riola Sardo, San Vero Milis, Siamaggiore, Simaxis, Solarussa, Tramatza, Zeddiani und Zerfaliu erzeugt werden.
Das Anbaugebiet ist sehr klein und die erzeugten Mengen sind gering.

## Erzeugung
Alle Weine dieser Denomination müssen sortenrein aus der Rebsorte Vernaccia di Oristano erzeugt werden und besitzen mindestens 15 Volumenprozent Alkohol.
Im Laufe des Monats März des Jahres nach der Ernte wird der Wein, nach Filtration und eventueller Klärung, in Fässer aus Kastanien- oder Eichenholz gefüllt, um mindestens noch zwei Jahre zu reifen. Für die Herstellung des Typs „Liquoroso“ wird nach Erreichen des gewünschten Gärungsgrades reiner Alkohol zugesetzt, um die Gärung abzubrechen.
Das Erntejahr sollte auf dem Etikett angegeben werden. (Ausnahme: Typ „Liquoroso“)
Folgende Weintypen werden erzeugt:
- Vernaccia di Oristano
- Vernaccia di Oristano „Superiore“: Reifung mindestens drei Jahre
- Vernaccia di Oristano „Riserva“: Reifung mindestens vier Jahre
- Vernaccia di Oristano „Liquoroso“

## Beschreibung
Laut Denomination (Auszug):

### Vernaccia di Oristano
- Farbe: goldgelb bis bernsteinfarben
- Geruch: zart, alkoholisch, mit Nuancen von Mandelblüte
- Geschmack: fein, leicht, warm, mit einem leichten und angenehmen Nachgeschmack von Bittermandeln
- Alkoholgehalt: mindestens 15,0 Vol.-%
- Säuregehalt: mind. 3,5 g/l
- Trockenextrakt: mind. 17,0 g/l

### Vernaccia di Oristano Liquoroso
- Farbe: goldgelb bis bernsteinfarben
- Geruch: intensiv, komplex, alkoholisch
- Geschmack: von trocken bis süß
- Alkoholgehalt: mindestens 16,5 Vol.-%
- Säuregehalt: mind. 3,5 g/l
- Trockenextrakt: mind. 18,0 g/l